# Alimento para animales

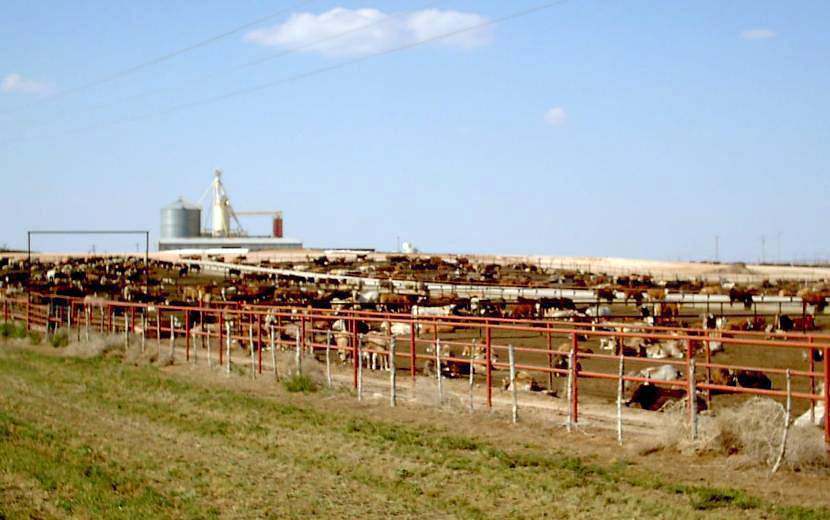
Un corral de alimentación en Texas, EE. UU., donde el ganado está "terminado" (engordado con granos) antes del sacrificio

La alimentación animal es la comida que se da a los animales domésticos en el curso de su cría. Hay dos tipos básicos: pienso y forraje. Utilizado solo, la palabra alimento con mayor frecuencia se refiere al pienso. 

## Pienso

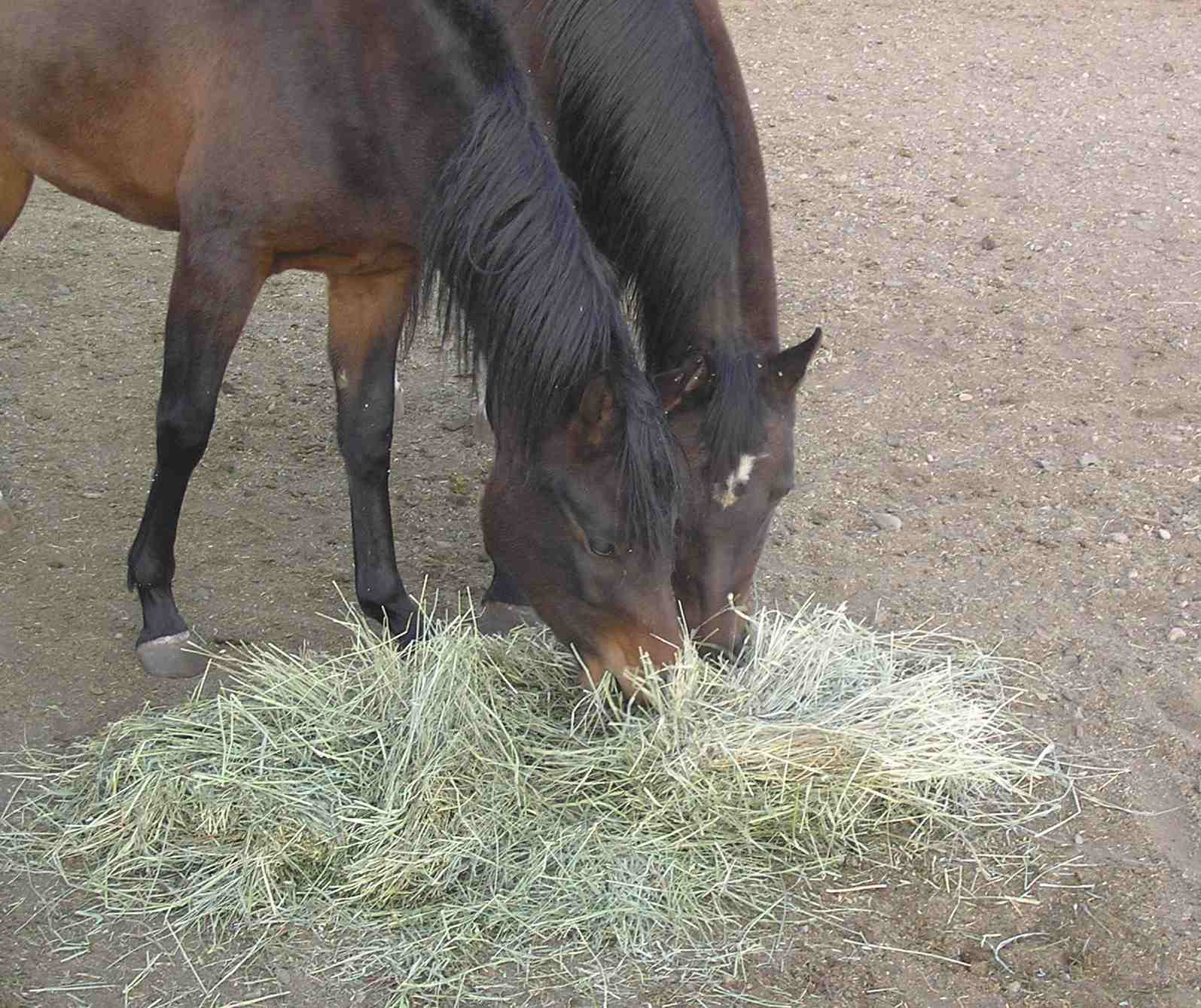
Los nutricionistas equinos recomiendan que el 50% o más de la dieta de un caballo en peso sea forraje, como el heno

" Pienso" se refiere particularmente a los alimentos o forrajes que se les dan a los animales (incluidas las plantas cortadas y llevadas a ellos), en lugar de lo que se alimentan ellos mismos. Incluye heno, paja, ensilaje, alimentos comprimidos y granulados, aceites y raciones mixtas, y granos germinados y legumbres. Los granos alimenticios son la fuente más importante de alimentación animal a nivel mundial. La cantidad de grano utilizada para producir la misma unidad de carne varía sustancialmente. Según una estimación, "Las vacas y las ovejas necesitan 8 kg de grano por cada 1 kg de carne que producen, cerdos unos 4 kg. Las unidades avícolas más eficientes necesitan solo 1.6 kg de pienso para producir 1 kg de pollo". Los peces de cultivo también se pueden alimentar con granos y usar incluso menos que las aves de corral. Los dos granos alimenticios más importantes son el maíz y la soja, y Estados Unidos es, con mucho, el mayor exportador de ambos, con un promedio de aproximadamente la mitad del comercio mundial de maíz y el 40% del comercio mundial de soja en los años previos a la sequía de 2012. Otros granos alimenticios incluyen trigo, avena, cebada y arroz, entre muchos otros. 
Las fuentes tradicionales de alimentación animal incluyen los restos de comida doméstica y los subproductos de las industrias de procesamiento de alimentos, como la molienda y la elaboración de cerveza. El material restante de los cultivos oleaginosos como el maní, la soja y el maíz son fuentes importantes de forraje. Las sobras alimentadas a los cerdos se llaman desperdicio, y las que se alimentan al pollo se llaman rasguños de pollo. El grano gastado de Brewer es un subproducto de la fabricación de cerveza que se usa ampliamente como alimento para animales. 

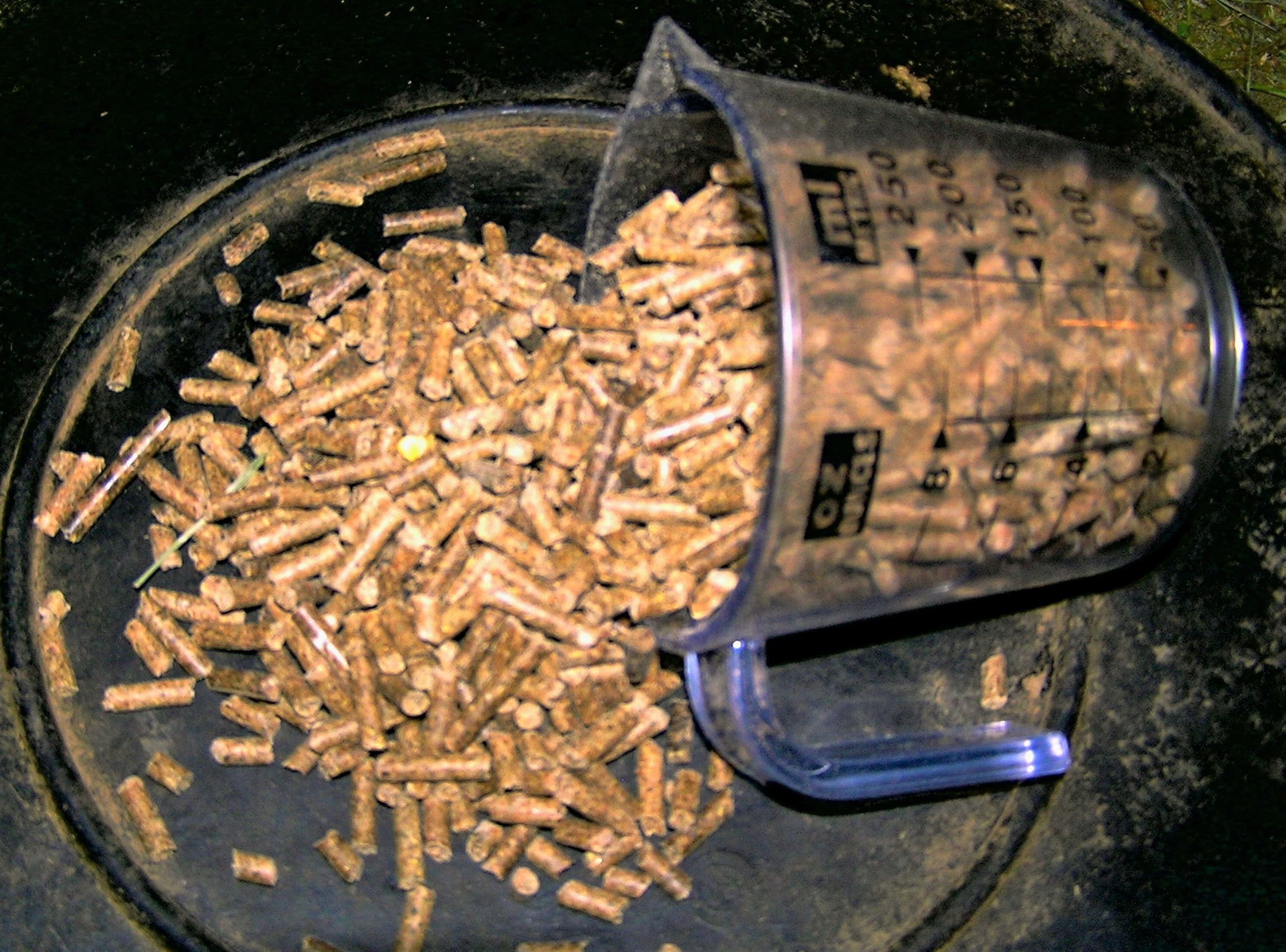
Una ración granulada diseñada para caballos

El alimento compuesto es forraje que se mezcla con diversas materias primas y aditivos. Estas mezclas se formulan de acuerdo con los requisitos específicos del animal objetivo. Son fabricados por mezcladores de piensos como tipo de comida, gránulos o migajas . Los ingredientes principales utilizados en los alimentos preparados comercialmente son los granos alimenticios, que incluyen maíz, soja, sorgo, avena y cebada. 
Los piensos compuestos también pueden incluir premezclas, que también se pueden vender por separado. Las premezclas están compuestas por microingredientes como vitaminas, minerales, conservantes químicos, antibióticos, productos de fermentación y otros ingredientes que se compran en compañías de premezclas, generalmente en forma de saco, para mezclar en raciones comerciales. Debido a la disponibilidad de estos productos, los agricultores que usan su propio grano pueden formular sus propias raciones y estar seguros de que sus animales obtienen los niveles recomendados de minerales y vitaminas, aunque todavía están sujetos a la Directiva de Alimentos Veterinarios. 
Según la Asociación Estadounidense de la Industria de Alimentos, cada año se compran hasta $ 20 mil millones en ingredientes para alimentos. Estos productos van desde mezclas de granos hasta cáscaras de naranja y pulpas de remolacha. La industria de piensos es una de las empresas más competitivas en el sector agrícola y es, con mucho, el mayor comprador de maíz, granos alimenticios y harina de soja de EE. UU. decenas de miles de agricultores con fábricas de piensos en sus propias granjas pueden competir con grandes conglomerados con distribución nacional. Los cultivos forrajeros generaron $ 23,2 mil millones en ingresos en efectivo en granjas estadounidenses en 2001. Al mismo tiempo, los agricultores gastaron un total de $ 24.5 mil millones en alimento ese año. 
En 2011, se produjeron alrededor de 734.5 millones de toneladas de alimento anualmente en todo el mundo.

### Historia
El comienzo de la producción a escala industrial de alimentos para animales se remonta a finales del siglo XIX, cuando los avances en la nutrición humana y animal pudieron identificar los beneficios de una dieta equilibrada y la importancia del papel de ciertas materias primas. jugó. El alimento para gluten de maíz se fabricó por primera vez en 1882, mientras que William Hollington Danforth estableció en 1894 el principal productor mundial de alimentos Purina Feeds. Cargill, que se dedicaba principalmente a los granos desde sus inicios en 1865, comenzó a comerciar con piensos aproximadamente en 1884.     
La industria de piensos se expandió rápidamente en el primer cuarto del siglo XX, con Purina expandiendo sus operaciones a Canadá, y abrió su primera fábrica de piensos en 1927 (que todavía está en funcionamiento). En 1928, la industria de piensos se revolucionó con la introducción de los primeros piensos granulados: Purina Checkers.     

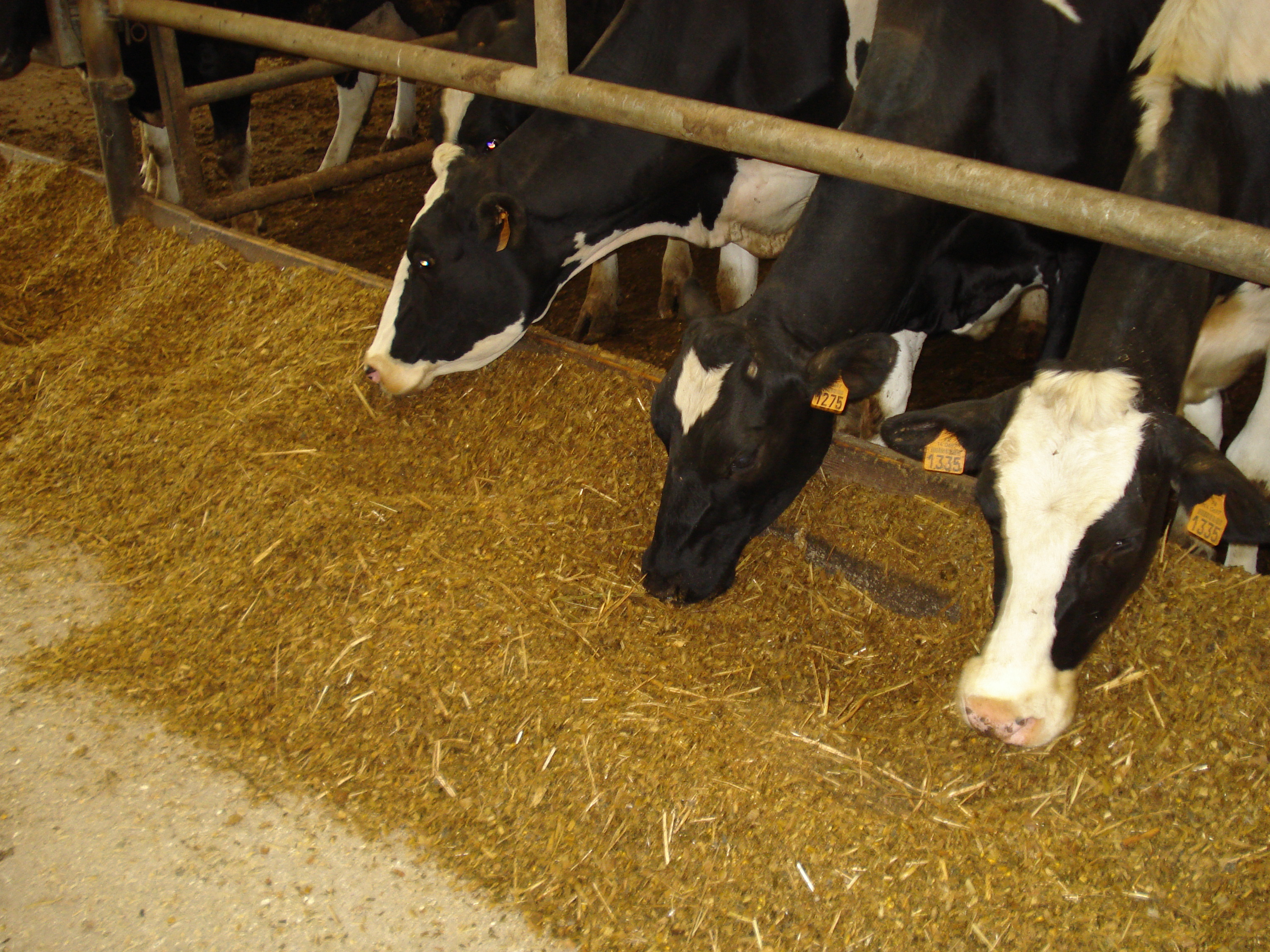
Ganado comiendo una ración mixta total

La Ley de Disponibilidad de Medicamentos para Animales de Estados Unidos de 1996, aprobada durante la era Clinton, fue el primer intento en ese país de regular el uso de piensos medicados.

## Forraje

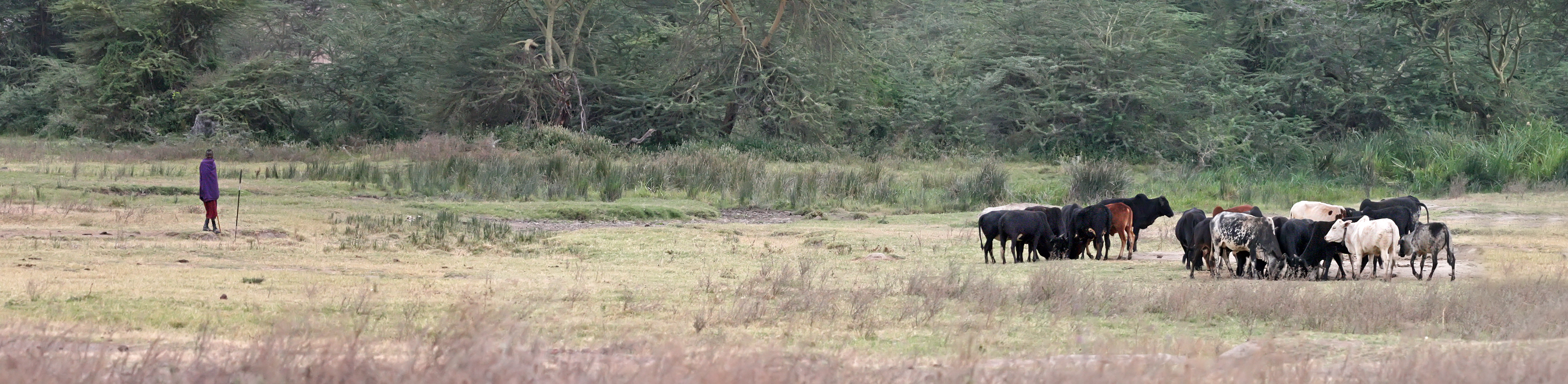
Un pastor del pueblo masái observa cómo su ganado pasta en el cráter de Ngorongoro, Tanzania.

El "forraje" es material vegetal (principalmente hojas y tallos de plantas) que se comen al pastoreo de ganado. Históricamente, el término forraje ha significado solo plantas que los animales comen directamente como pastos, residuos de cultivos o cultivos de cereales inmaduros, pero también se usa más libremente para incluir plantas similares cortadas para forraje y transportadas a los animales, especialmente como heno o ensilaje.

## Nutrición
En la agricultura actual, las necesidades nutricionales de los animales de granja son bien entendidas y pueden satisfacerse mediante forraje natural y forraje solo, o aumentarse mediante la suplementación directa de nutrientes en forma concentrada y controlada. La calidad nutricional del alimento está influenciada no solo por el contenido de nutrientes, sino también por muchos otros factores, como la presentación del alimento, la higiene, la digestibilidad y el efecto sobre la salud intestinal.
Los aditivos alimentarios proporcionan un mecanismo a través del cual se pueden resolver estas deficiencias de nutrientes que afectan la tasa de crecimiento de tales animales y también su salud y bienestar. Incluso con todos los beneficios de una alimentación de mayor calidad, la mayor parte de la dieta de un animal de granja todavía consiste en ingredientes a base de granos debido a los mayores costos de la alimentación de calidad. También se ha investigado el uso de insectos en la alimentación animal con ciertos nutrientes, como las pipas de Coelopa. 

## Conceptos básicos de la alimentación equina | Factores que influyen
- Edad: los animales tomarán una alimentación diferente en función de su edad.
- Raza: no todas las razas tienen las mismas necesidades alimentarias, en ello también influye el ecosistema en el que se desarrollan.
- Carácter: un animal inquieto no tiene las mismas necesidades que un animal más tranquilo, ya estos últimos tienen menos necesidades energéticas.
- Actividad: esto dependerá del esfuerzo que realicen los caballos, por ello es necesario realizar un estudio del caballo y darle la alimentación necesaria según su actividad.

## Por animal
- Alimentación de aves
- Comida de gato
- Alimentación del ganado
- Comida de perro
- Nutrición equina
- Alimento para peces
- Alimentos para mascotas
- Ganadería porcina
- Comida para aves
- Cría de ovejas